# Сан-Педру-ди-Финш-ди-Тамел
Сан-Пе́дру-ди-Финш-ди-Таме́л (порт. São Pedro de Fins de Tamel) — район (фрегезия) в Португалии, входит в округ Брага. Является составной частью муниципалитета  Барселуш. Находится в составе крупной городской агломерации Большое Минью. По старому административному делению входил в провинцию Минью. Входит в экономико-статистический  субрегион Каваду, который входит в Северный регион. Население составляет 551 человек на 2001 год. Занимает площадь 2,65 км².